# Surinamkirsche
Die Surinamkirsche (Eugenia uniflora), auch Pitanga oder Kirschmyrte, ist eine Pflanzenart aus der Gattung der Kirschmyrten (Eugenia) in der Familie der Myrtengewächse (Myrtaceae). Das Artepitheton uniflora bedeutet einblütig, weil die Blüten oft einzeln in den Blattachseln stehen.

## Beschreibung
Die Surinamkirsche wächst als immergrüner Strauch oder kleiner Baum und erreicht Wuchshöhen von etwa 5 bis 7 m. Die bräunliche, relative glatt bis feinrissige Borke ist abblätternd. Die Rinde der jungen Zweige ist rötlich und behaart. Die Rinde von älteren Zweigen und Ästen ist grau-braun.
Die gegenständig angeordneten Laubblätter sind einfach und gestielt. Der kurze Blattstiel weist eine Länge von etwa 1,5 mm auf. Die glänzend dunkelgrüne, leicht ledrige, wachsige und eiförmige bis elliptische, ganzrandige und kahle Blattspreite endet spitz bis zugespitzt und rundspitzig. Sie weist eine Länge von 4 bis 7 cm und eine Breite 2 bis 4 cm auf und hat viele durchsichtige Drüsen. Es sind etwa fünf Sekundärnerven auf jeder Seite des Hauptnerves vorhanden die jeweils von dort in einem 45°-Winkel abzweigen. Die Blätter des Neuaustriebs sind rötlich. Das Laub enthält ätherische Öle, welche beim Brechen der Blätter frei werden.

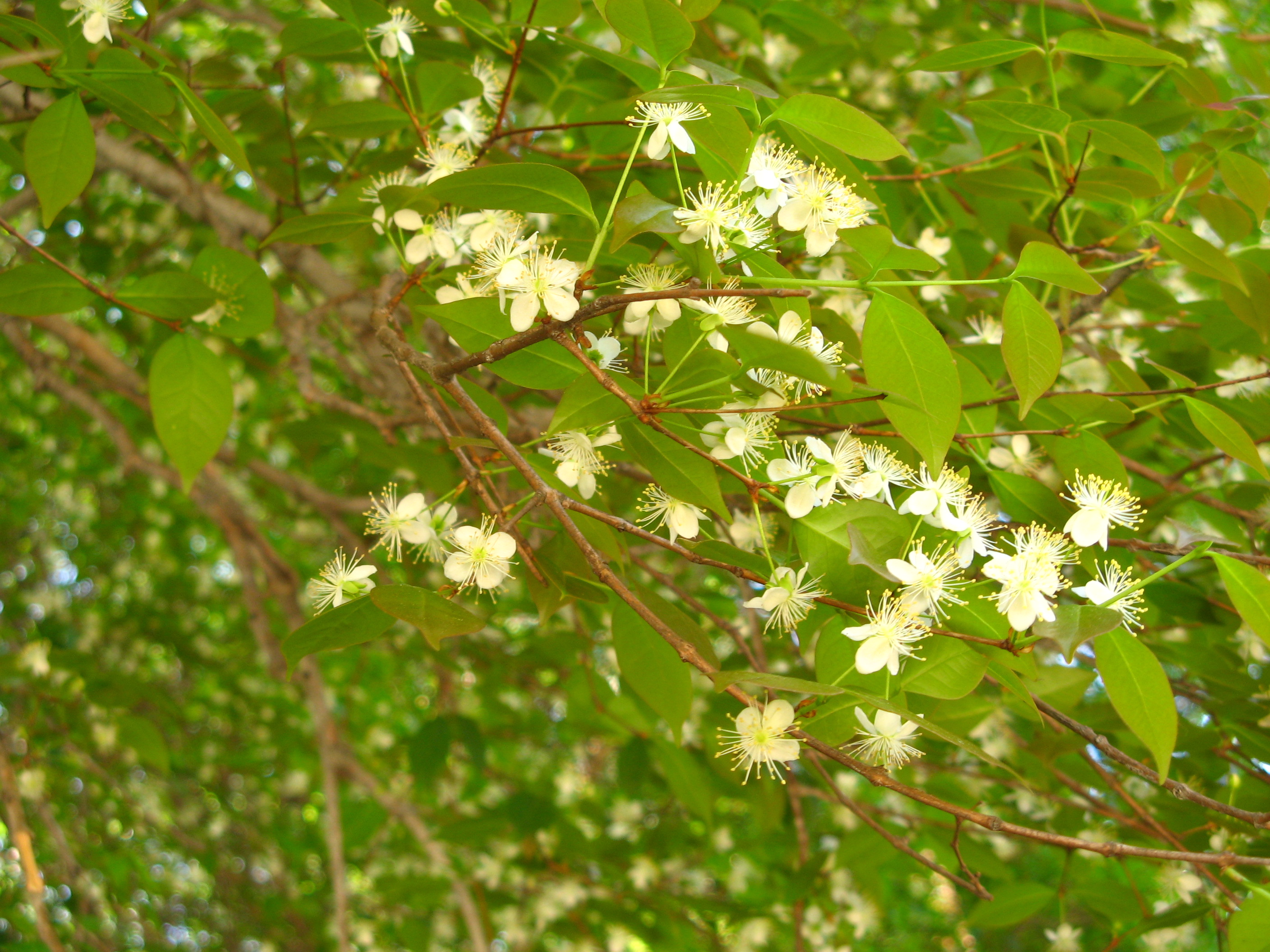
Blühende Surinamkirsche

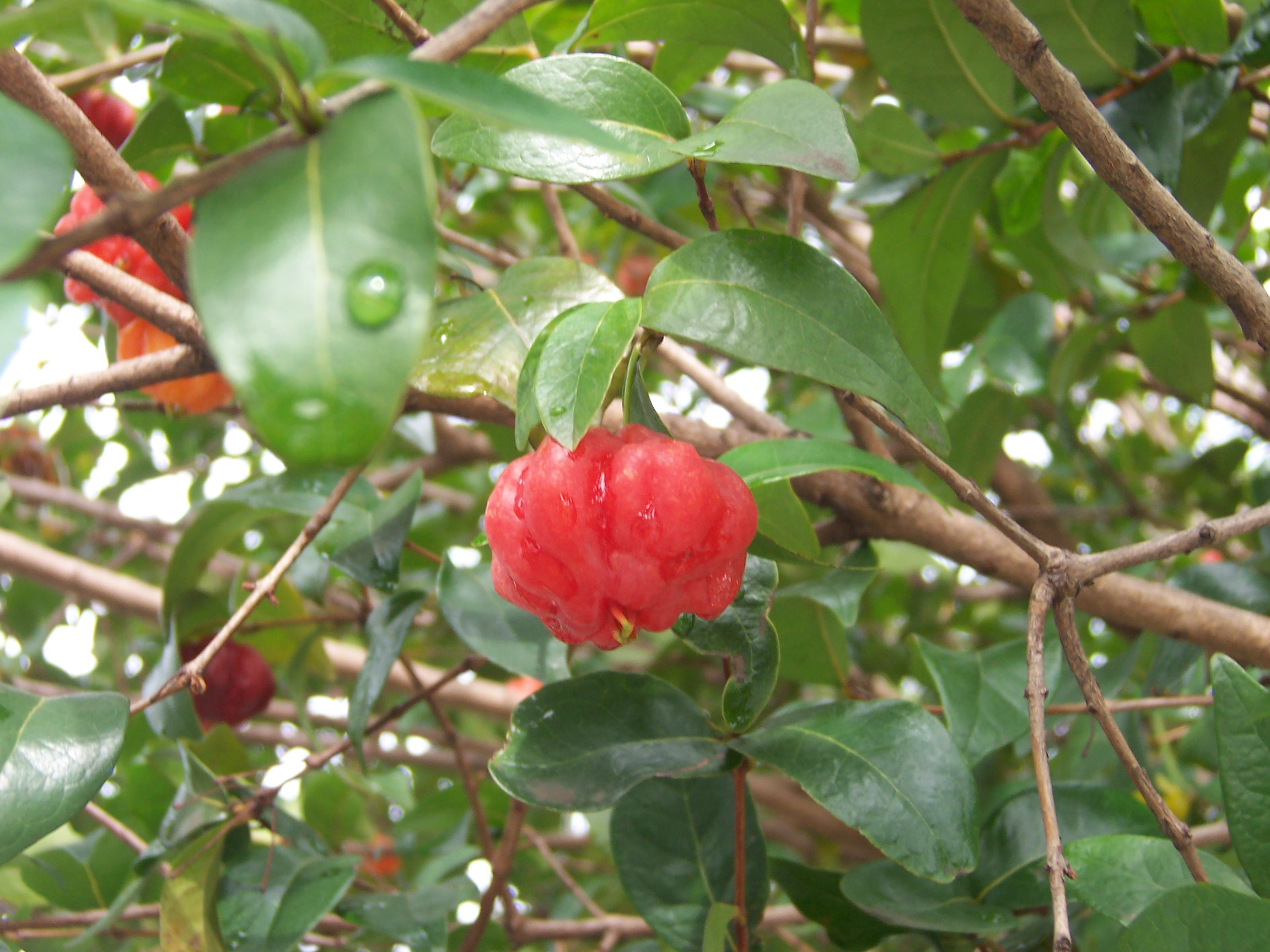
Fruchtende Surinamkirsche

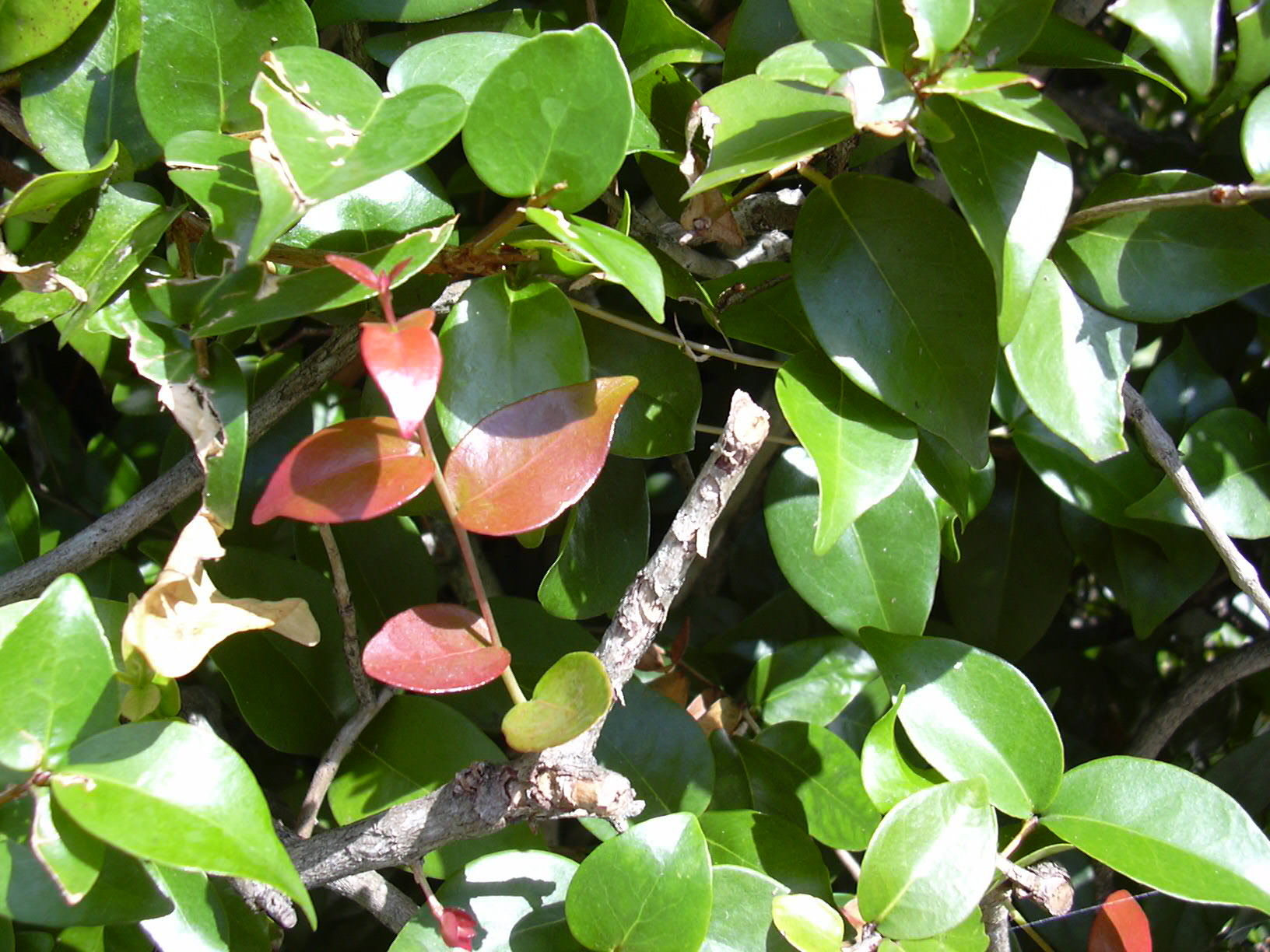
Laub mit Neuaustrieb

Die im Sommer erscheinenden Blüten stehen einzeln oder zu bis zu vier in den Blattachseln. Die vierzähligen, zwittrigen und gestielten Blüten duften leicht. Es sind zwei kleine, mehr oder weniger haltbare Tragblätter unten am langen, kahlen Blütenstiel vorhanden, oben unter den Blüten sind zwei kleine, abfallende Vorblätter ausgebildet. Der Blütenbecher (Hypanthium) ist kurz. Die vier länglichen, grünen Kelchblätter sind zurückgebogen und teils bewimpert. Die vier Kronblätter sind weiß und ausladend bis zurückgelegt. Die 50 bis 60 freien Staubblätter besitzen lange weiße Staubfäden und hellgelbe Staubbeutel. Der eckige Fruchtknoten ist unterständig mit einem langen, konischen Griffel mit kleiner, kopfiger Narbe. Es ist ein Diskus vorhanden.
Von der Bestäubung bis zur Frucht dauert es 5 bis 7 Wochen. Die dünnschaligen, fleischigen und rippigen Früchte, Beeren (Scheinfrüchte) sind, glatt, glänzend und orangerot bis dunkelpurpur gefärbt, bis 2,5–4 cm groß und sieben- bis achtfach gerippt. Sie tragen an der Spitze meist noch die grünen Kelchzipfel. Sie enthalten meistens einen, relativ glatten, hellbräunlichen Samen, der sich leicht vom Fruchtfleisch löst, er ist etwa kugelig und 7 bis 13 mm groß; es können auch bis zu drei Samen gebildet werden, die dann kleiner und an den Grenzflächen abgeplattet sind. Die für Myrtengewächse relativ großen, harzhaltigen Samen sind nicht lange nach Entnahme aus der Frucht keimfähig, insbesondere Austrocknung führt zum Verlust der Keimfähigkeit. Die Keimung erfolgt hypogäisch.

## Vorkommen
Das natürliche Verbreitungsgebiet der Surinamkirsche ist das östliche Südamerika von Surinam bis Uruguay. Sie wird heute jedoch in weiten Teilen der Tropen bzw. Subtropen angepflanzt. In einigen Regionen wird sie allerdings auch als invasiver Neophyt eingestuft.
Die Surinamkirsche stellt keine hohen Ansprüche an den Boden, wenn er nicht zu salzhaltig ist. Selbst zeitweise Vernässung übersteht sie.
Sie ist mäßig frosttolerant; Jungpflanzen bis etwa −2 °C, etablierte Pflanzen bis etwa −5,5 °C.
Selbst wenn sie bis auf den „Wurzelstock“ zurückfriert, kann sie wieder austreiben. Dadurch ist es ihr möglich, auch subtropische oder hochgelegene Habitate mit gelegentlichem Frost zu besiedeln. In Guatemala z. B. kann sie als Neophyt in Höhenlagen bis zu 1800 m vordringen.
Auch Buschbrände übersteht die Surinamkirsche durch ihre Fähigkeit, aus dem „Wurzelstock“ wieder auszutreiben, relativ gut.

## Verwendung
Die Surinamkirsche wird wegen ihrer Robustheit und ihres ansprechenden Laubes gern als Hecke angepflanzt. Die Früchte können direkt vom Baum gegessen oder zu Säften, Gelees und Fruchtwein verarbeitet werden. Wegen ihrer geringen Haltbarkeit spielt die Surinamkirsche keine Rolle als Exportfrucht. Die Früchte weisen einen Vitamin-C-Gehalt von 25 mg je 100 g auf.